# Spencer Wright
Spencer Wright (29 giugno 1999) è un ex sciatore alpino statunitense.

## Biografia
Specialista delle prove veloci attivo dal novembre del 2015, in Nor-Am Cup Spencer Wright ha esordito il 28 febbraio 2018 a Copper Mountain in discesa libera (29º), ha colto l'unico podio il 9 dicembre 2021 a Lake Louise nella medesima specialità (3º) e ha preso per l'ultima volta il via il 10 dicembre 2022 a Copper Mountain in supergigante (30º). Si è ritirato nell'aprile del 2023; non ha debuttato in Coppa del Mondo e non ha preso parte a rassegne olimpiche o iridate.

## Palmarès

### Nor-Am Cup
- Miglior piazzamento in classifica generale: 28º nel 2022
- 1 podio:
  - 1 terzo posto